# Eugen Ostermeier
Eugen Ostermeier OSB (* 17. September 1885 in München; † 14. September 1949 im Gefangenenlager Oksadok, Provinz Chagang-do, Nordkorea) war ein deutscher römisch-katholischer Ordensmann, Missionar und Märtyrer. 

## Leben
Michael Ostermeier, Sohn einer Landwirtsfamilie, besuchte das Gymnasium in Donauwörth und München und wurde Kaufmann. 1904 trat er als Kandidat in das Kloster St. Ottilien der Benediktinerkongregation von St. Ottilien ein, nahm den Ordensnamen Eugen an und erlernte das Gärtnerhandwerk. Am 3. Februar 1907 legte er die erste Profess, am 3. Februar 1910 die ewige Profess ab. Am 1. September 1912 ging er in das Missions-Kloster Seoul in Korea und von dort in das Kloster Tokwon bei Wŏnsan, wo er jeweils Messwein anbaute. Nach der Besetzung des Klosters Tokwon durch die koreanische kommunistische Geheimpolizei am 10. Mai 1949 kam er zusammen mit dem gesamten Konvent in das Gefangenenlager Oksadok südlich Kanggye und starb dort Mitte September an Unterernährung.

## Gedenken
Die Römisch-katholische Kirche in Deutschland hat Bruder Michael Ostermeier als Märtyrer in das deutsche Martyrologium des 20. Jahrhunderts aufgenommen.